# ألفريد شفارتزمان
ألفريد شفارتزمان (Alfred Schwarzmann) هو ضابط عسكري ولاعب أولمبي لرياضة الجمباز من ألمانيا. شارك في الأولمبياد الصيفي في 1936–1952، وفاز بما مجموعه 6 ميداليات.

## الميداليات
| ذهب | فضة | برونز | المجموع |
| 3   | 1   | 2     | 6       |

## روابط خارجية
- ألفريد شفارتزمان على موقع أوليمبيديا (الإنجليزية)